# Sennet-Gletscher
Der Sennet-Gletscher ist ein steil abfallender Gletscher im Australischen Antarktis-Territorium. In der Britannia Range fließt er vom Mount Aldrich in südlicher Richtung zwischen dem Yancey- und dem Merrick-Gletscher zum Byrd-Gletscher.
Das Advisory Committee on Antarctic Names benannte ihn 1965 nach der Sennet, einem bei der US-amerikanischen Operation Highjump (1946–1947) eingesetzten U-Boot der United States Navy.